# Prosty system transliteracji alfabetu bułgarskiego
Prosty system transliteracji alfabetu bułgarskiego (ang. Streamlined System, bułg. Обтекаема система) został opracowany w Instytucie Matematyki i Informatyki Bułgarskiej Akademii Nauk w 1995 roku. System został zatwierdzony przez rząd w 2000 i 2006 roku, i stał się podstawą bułgarskiej Ustawy o transliteracji z 2009 roku.
Prosty system został przyjęty także przez ONZ w 2012 roku, a do oficjalnego użytku w Wielkiej Brytanii i Stanach Zjednoczonych, przez BGN i PCGN w 2013 roku. 
| A   | Б B | В V  | Г G  | Д D  | Е E   | Ж ZH | З Z | И I  | Й Y  |
| К K | Л L | М M  | Н N  | О O  | П P   | Р R  | С S | Т T  | У U  |
| Ф F | Х H | Ц TS | Ч CH | Ш SH | Щ SHT | Ъ A  | Ь Y | Ю YU | Я YA |

Prosty system transliteracji alfabetu bułgarskiego jest podobny do poprzedniego Systemu BGN/PCGN z 1952 roku, stosowanego do latynizacji języka bułgarskiego, który był oficjalnym sposobem transliteracji w Stanach Zjednoczonych i w Wielkiej Brytanii do 2013 roku. Jednak anglo-amerykański system transliterował litery Х, Ь i Ъ jak KH, ’ (apostrof) i Ŭ, podczas gdy nowy system używa w tym celu H, Y i A.

## Ilustracja
Przykład (Artykuł 1 Powszechnej Deklaracji Praw Człowieka):
| Всички хора се раждат свободни и равни по достойнство и права. Те са надарени с разум и съвест и следва да се отнасят помежду си в дух на братство. |  | Vsichki hora se razhdat svobodni i ravni po dostoynstvo i prava. Te sa nadareni s razum i savest i sledva da se otnasyat pomezhdu si v duh na bratstvo. |

## Wariant odwracalny
L. Ivanov, D. Skordev i D. Dobrev zaproponowali pomocniczy, odwracalny wariant systemu, używany w przypadku kiedy istotne jest dokładne odtworzenie wyrazów bułgarskich na podstawie zapisu łacińskiego. Wówczas kombinacje Ъ, Ь, ЗХ, ЙА, ЙУ, СХ, ТС, ТШ, ТЩ, ШТ, ШЦ byłyby przedstawiane odpowiednio jako `A, `Y, Z|H, Y|A, Y|U, S|H, T|S, T|SH, T|SHT, SH|T, SH|TS.